# Kaci Kullmann Five

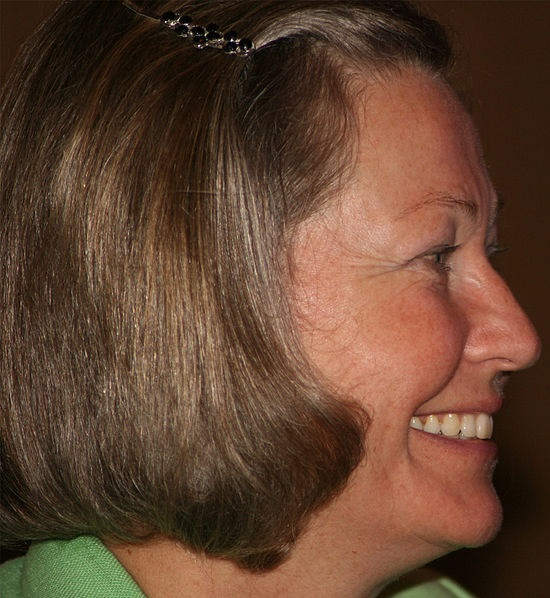
Kaci Kullmann Five 2009.

Karin Cecilie "Kaci" Kullmann Five, född 13 april 1951 i Bærum i Akershus, död 19 februari 2017 i Oslo, var en norsk politiker och minister (för Høyre).
Kullmann Five var Høyres partiledare 1991–1994, efter att tidigare ha varit andre vice ordförande (1982–1984) och 1:e vice ordförande (1984–1988) samt tillförordnad partiordförande 1988 efter Rolf Presthus död. Hon var också handelsminister i Jan P. Syses regering 1989–1990.
Kaci Kullmann Five studerade statsvetenskap, offentlig förvaltning och franska vid Universitetet i Oslo (cand.polit.-examen) och arbetade inom Norsk Arbeidsgiverforening innan hon invaldes i Stortinget 1981. Hon satt i Stortinget till 1997 och var under 11 år medlem av Utrikeskommittén.
Efter att Kaci Kullmann Five lämnade partipolitiken arbetade hon dels fyra år som koncerndirektör i Aker RGI ASA, dels som rådgivare. I mars 2015 valdes hon till ordförande för den Norska Nobelkommittén, där hon satt som medlem från 2003.
Kaci Kullmann Five var riddare av franska Hederslegionen.